# Evropská silnice E34
Evropská silnice E34 je veřejná mezinárodní komunikace 1. třídy. Začíná v belgickém Zeebrugge a končí v německém Bad Oeynhausenu. Celá trasa měří 489 kilometrů.

## Trasa
- Belgie
  - Zeebruge – Beveren – Antverpy – Turnhout

- Nizozemsko
  - Arcen a Velden – Venlo

- Německo
  - Duisburg – Oberhausen – Recklinghausen – Dortmund – Bielefeld – Bad Oeynhausen

## Galerie

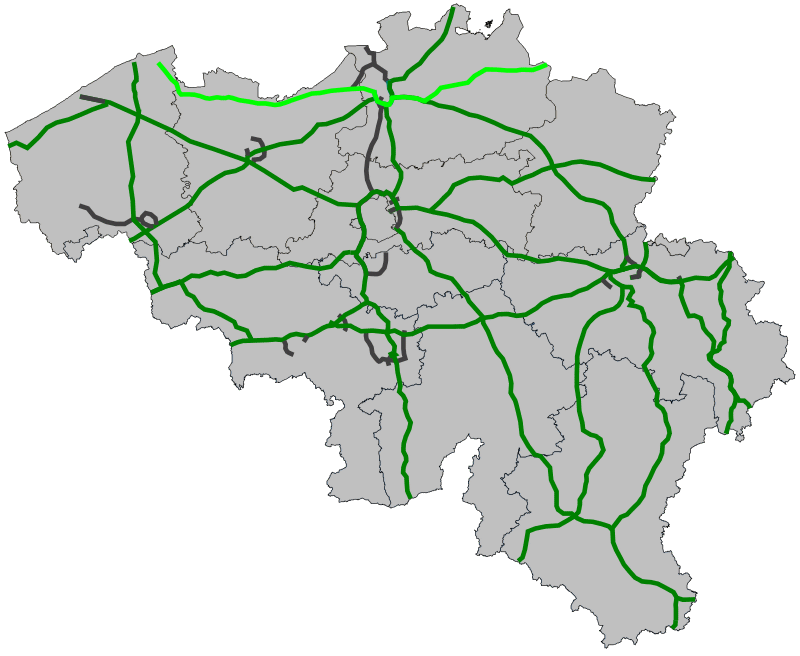
Trasa E34 v Belgii
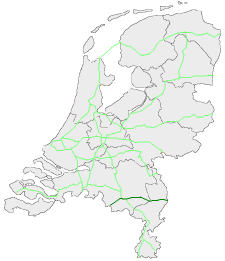
Trasa E34 v Nizozemsku
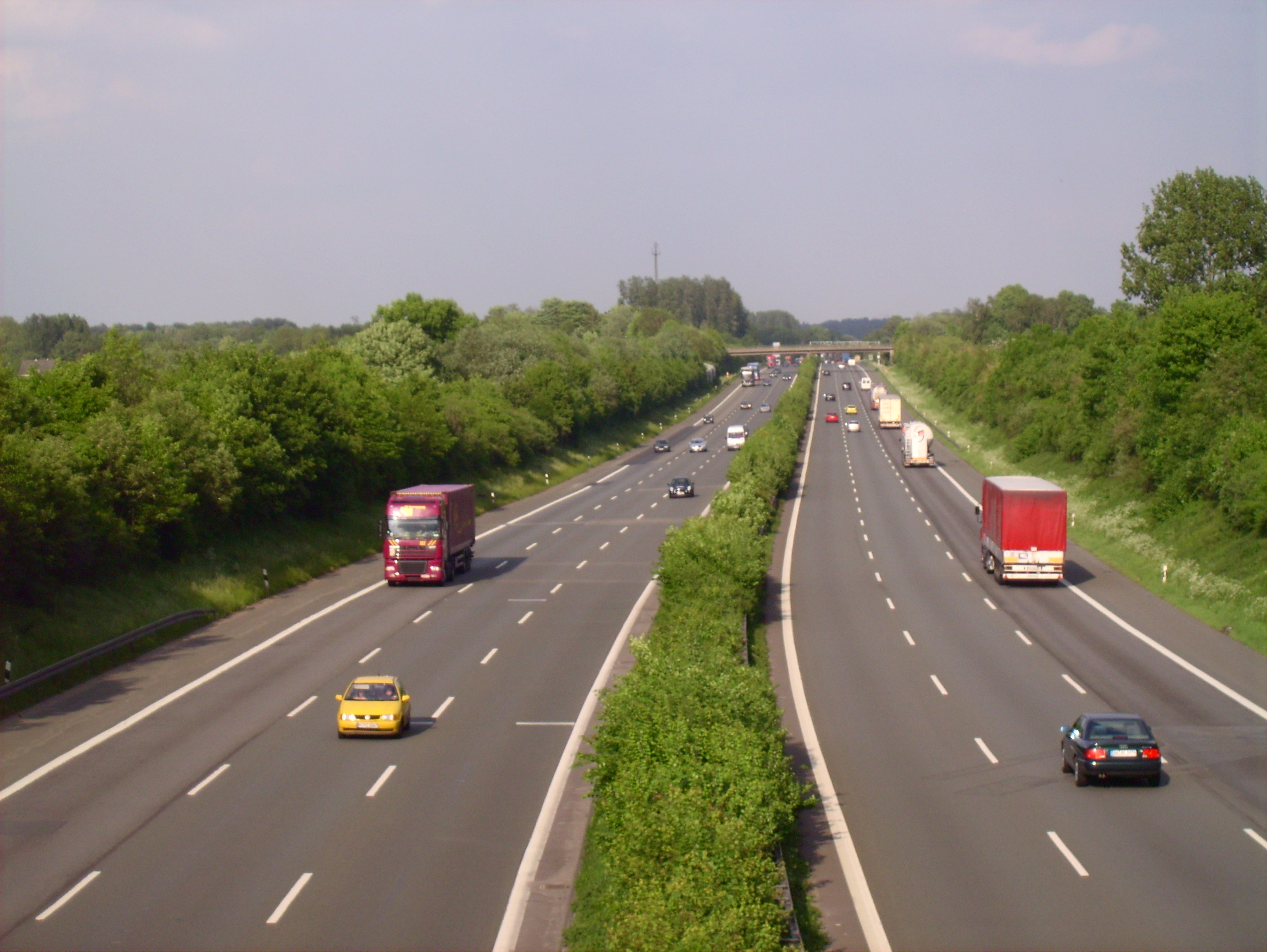
E34 jako německá dálnice A2
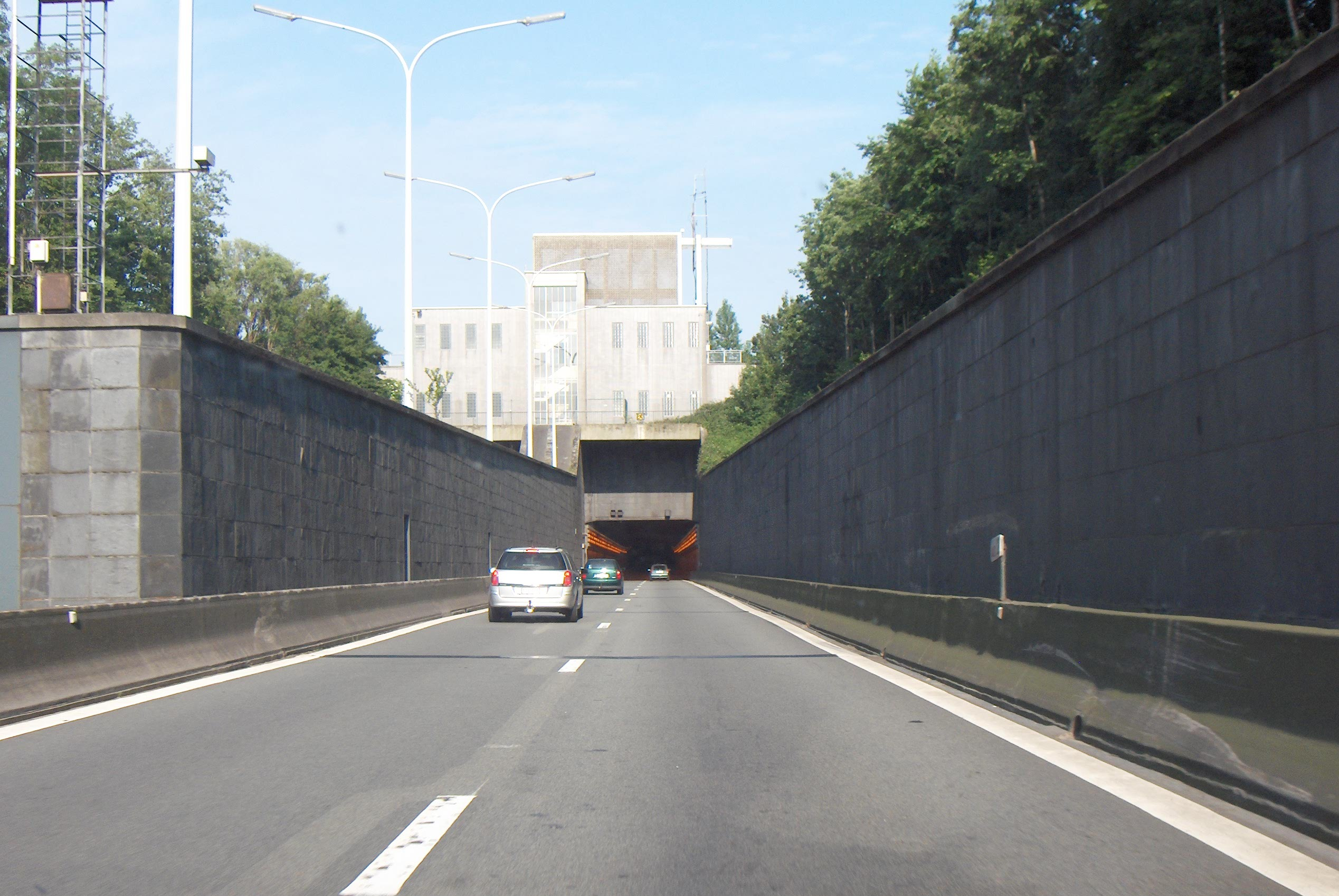
E34 v Belgii
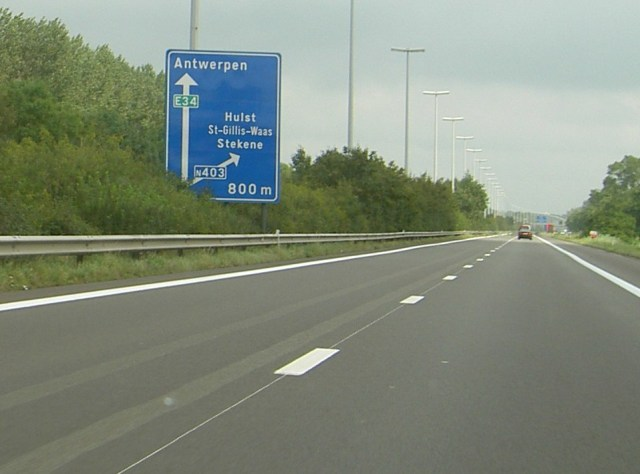
E34 v Belgii
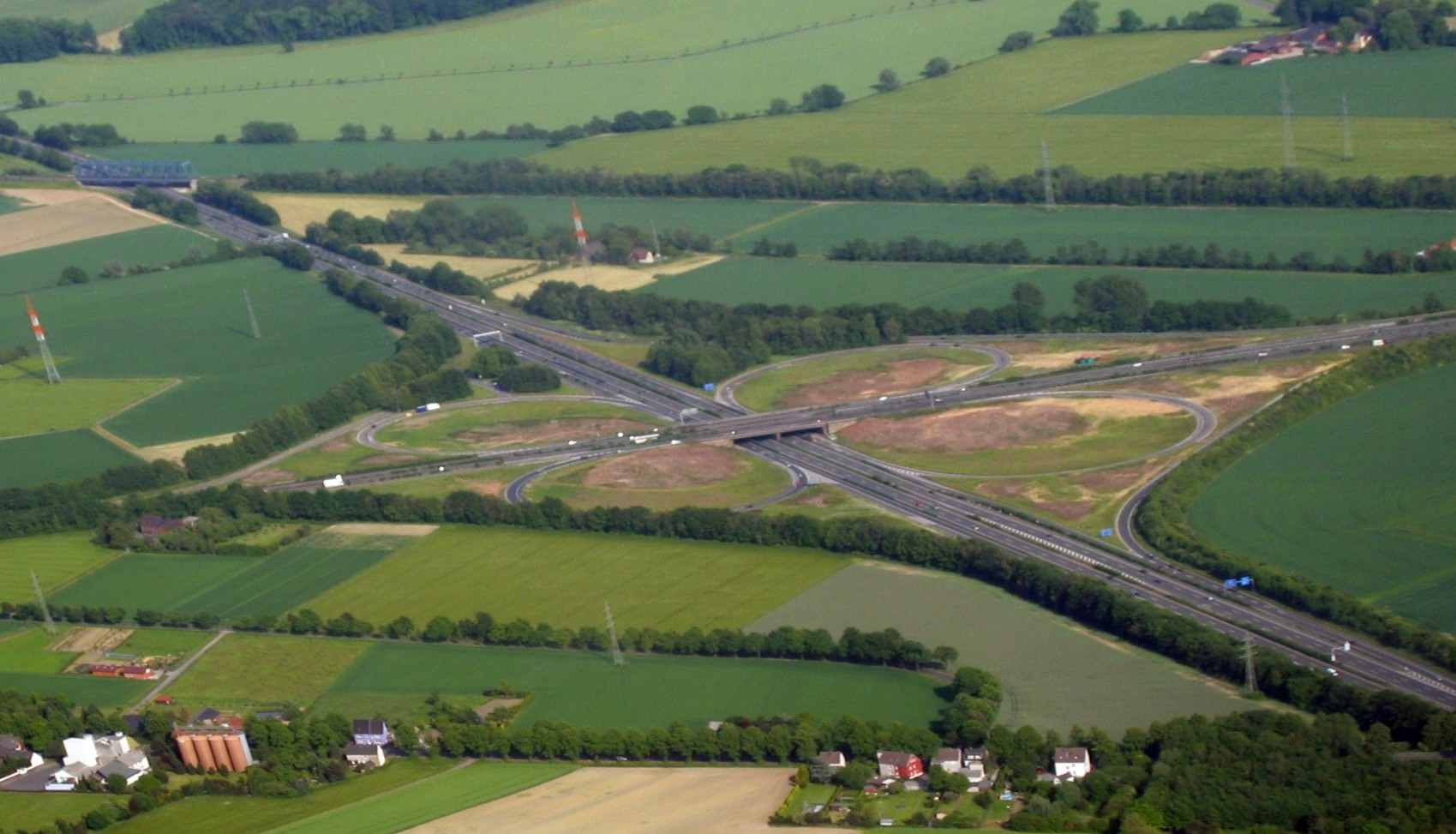
E34 poblíž Dortmundu
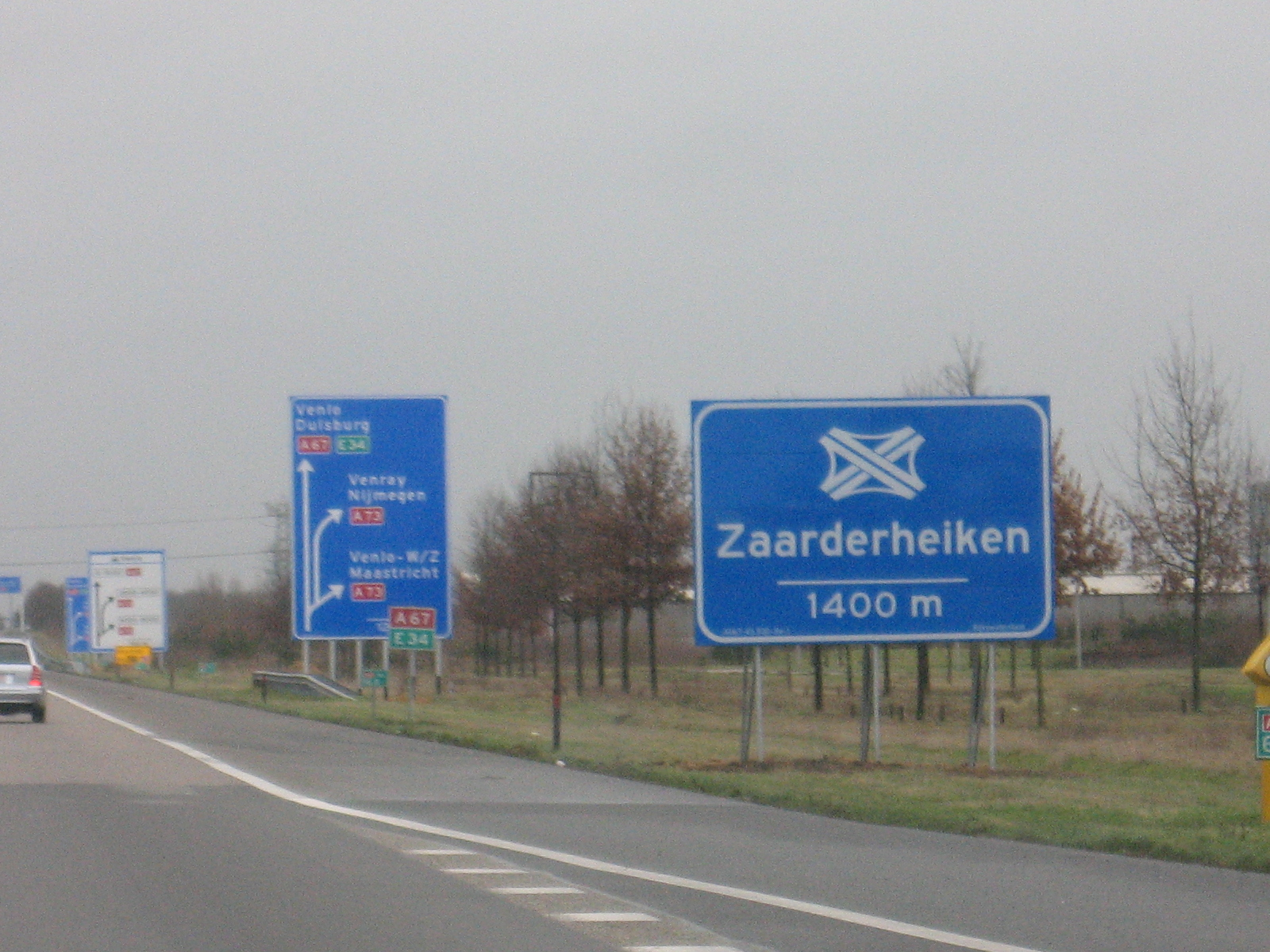
E34 v Nizozemsku